# 韓忠 (遼東)
韓 忠（かん ちゅう、生没年不詳）は、中国後漢末期の政治家。

## 事跡
公孫康配下。公孫康の命により、峭王（烏桓の有力者の蘇僕）に単于の印綬を授与する役目を担い、遼西郡の柳城を訪れた。しかし、そこで曹操が派遣した牽招と偶然遭遇してしまう。牽招は、公孫康が勝手に単于の任命を行ない、しかも韓忠が公孫康の正当性を主張して曹操を批判したため、怒って韓忠を斬り殺そうとした。しかし、この場は峭王の仲裁で事なきを得て、韓忠は危うく難を逃れた。この際の牽招の強硬な姿勢が功を奏したのか、後に公孫康は逃亡してきた袁煕・袁尚を斬って曹操に降った。
小説『三国志演義』には登場しない。